# 양링 (사격 선수)
양링(중국어 간체자: 杨凌, 정체자: 楊淩, 병음: Yáng Líng, 한자음: 양릉, 1972년 5월 24일~)은 중화인민공화국의 전직 사격 선수로 주 종목은 10m 러닝타켓이다. 1996년 하계 올림픽과 2000년 하계 올림픽 남자 10m 러닝타켓 종목에서 금메달을 획득했으며 올림픽 역사상 유일하게 남자 10m 러닝타켓 종목에서 2회 연속으로 우승한 선수이다.